# Vathek

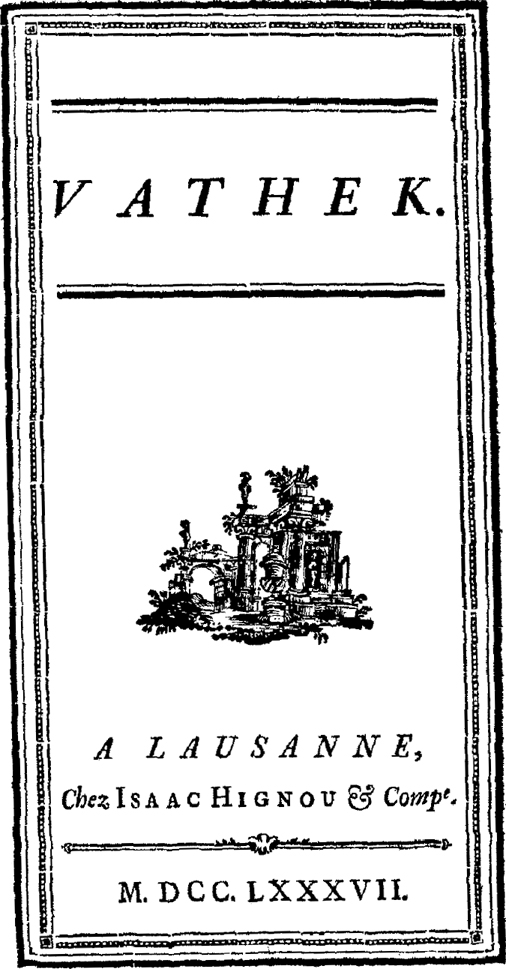
Titelblatt der französischen Erstausgabe von Vathek, Isaac Hignou & Compe, Lausanne 1787

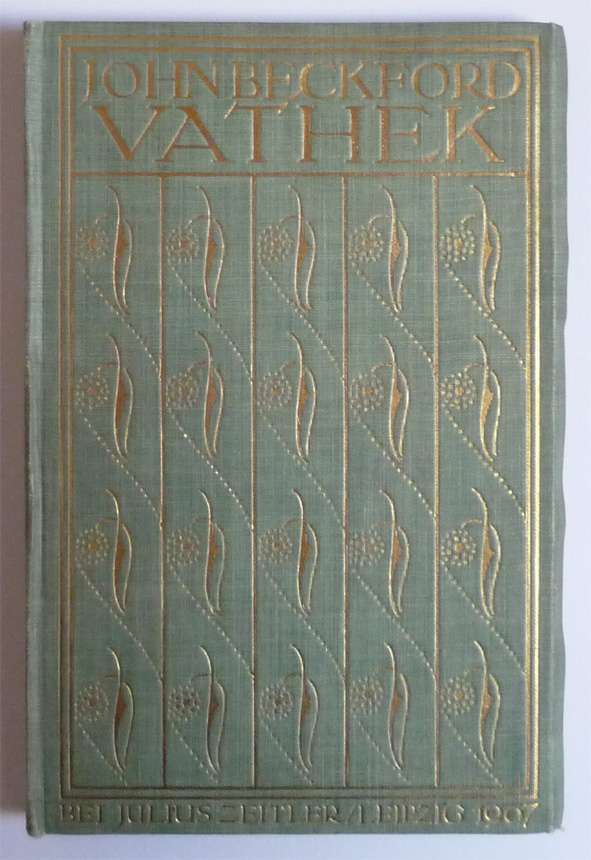
Deutsche Erstausgabe, Zeitler, Leipzig 1907

Vathek (auch Vathek, eine arabische Erzählung oder Die Geschichte des Kalifen Vathek) ist ein Schauerroman von William Beckford. Er wurde anfänglich 1782 in Französisch verfasst und dann von einem Mitarbeiter Beckfords, dem Geistlichen Samuel Henley, ins Englische übersetzt und schließlich im Jahr 1786 ohne Beckfords Namen als Eine Arabische Geschichte, Von einem unveröffentlichten Manuskript, unter der Behauptung, es sei direkt aus dem Arabischen übersetzt, veröffentlicht. Die erste französische Version, nur als Vathek betitelt, wurde im Dezember 1786 (nachdatiert 1787) veröffentlicht. Im 20. Jahrhundert enthalten einige Versionen Die Episoden des Vatheks (Vathek et ses épisodes), drei zugehörige Geschichten, die Beckford eingearbeitet haben wollte, die aber nicht in der originalen Version enthalten waren und lange nach seinem Tod veröffentlicht wurden.

## Einführung
Vathek profitierte von der Besessenheit für alle Dinge des Orients (siehe auch Orientalismus in der Kunst), die von Antoine Gallands Übersetzung von Tausendundeine Nacht beeinflusst wurde. Beckford wurde auch von ähnlichen Werken des französischen Literaten Voltaire beeinflusst. Seine Originalität beruhte auf der Kombination orientalischer Elemente mit der Gothic-Machart von Horace Walpoles Das Schloss von Otranto (1764). Das Resultat steht neben Walpoles Roman und Mary Shelleys Frankenstein (1818) in der ersten Riege des frühen Schauerromans.

## Beschreibung
William Beckford schrieb Vathek 1782 auf Französisch im Alter von 21 Jahren. Er sagte oft, dass Vathek als emotionale Antwort auf „die Ereignisse, die bei Fonthill an Weihnachten 1781 stattfanden“ geschrieben wurde, als er eine aufwändige orientalisch inspirierte Bewirtung auf seinem noblen Landsitz unter Assistenz des angesehenen Theatermalers Philip James de Loutherbourg vorbereitete. Beckford gab später an, dass er nur zwei bis drei Tage und deren Nächte benötigte, um das Buch zu schreiben.
Vathek wurde in einer Zeit geschrieben, in der ein Teil der europäischen Kultur vom Orientalismus beeinflusst war. Es ist als eine arabische Geschichte tituliert aufgrund der orientalischen Charaktere, des Schauplatzes und der Darstellung orientalischer Gesellschaften, Mythen und Kulturen. Vathek ist außerdem als ein Schauerroman anzusehen basierend auf der Betonung des Übernatürlichen, der Geister und Seelen sowie des Schreckens, den er versucht, bei den Lesern hervorzurufen.
Die Titelfigur ist von Al-Wāthiq bi-'llāh (arabisch الواثق) inspiriert, ein Kalif der Abbasiden, der von 842 bis 847 herrschte (227–232 im islamischen Kalender), ein großes Verlangen nach Wissen hatte und ein Schutzherr für Gelehrte und Künstler wurde. Während seiner Herrschaft brach eine Reihe von Revolten aus. Er nahm eine aktive Rolle in der Beendigung jener Revolten ein.
Die Erzählung von Vathek verwendet einen halb-eingreifend, allwissenden Erzähler in der dritten Person. Während der Erzähler nicht allwissend ist im Sinne von „er weiß, was die Charaktere fühlen“ (er spricht kaum über Gefühle), hat er aber Kenntnis von allen Ereignisse an allen Plätzen. Der Erzähler ist insofern nicht eingreifend, als er den Lesern sagt, was sie fühlen sollen, er greift aber ein, indem er die Leser von Schauplatz zu Schauplatz führt, wie zum Beispiel als sich die Erzählung auf Guchenrouz fokussiert und der Erzähler sagt: „Aber lass uns zum Kalifat zurückkehren und ihr, die über sein Herz bestimmt.“ Die Erzählung besteht oft aus Listen, die ein Geschehnis nach dem anderen aufzeichnen, ohne Betonung auf eine Entwicklung der Charaktere. Diese und andere Geschehnisse werden oft abrupt eingeführt, wie zum Beispiel Vatheks Bruder und Nachfolger Motavakel, der auf Al-Mutawakkil (821–861) basiert und Samarra von 847 bis 861 regierte.

## Zusammenfassung
Vathek, der neunte Kalif der Abbasiden, erklimmt den Thron mit jungen Jahren. Er ist eine majestätische Figur mit einem Hang zu Wutausbrüchen. Zahlreiche Bauten sind seiner Unterhaltung gewidmet. Er hat ein immenses Verlangen nach Wissen und lädt oft Gelehrte zum Austausch ein.
Ein anmaßender Fremder kommt in der Stadt an und behauptet, er sei aus Indien, um wertvolle Waren zu verkaufen. Der Fremde verkauft Vathek Säbel mit leuchtenden Buchstaben. Vergeblich versucht Vathek, ein Gespräch mit dem Fremden zu führen, woraufhin er diesen in ein Gefängnis wirft.
Um die Bedeutung der Buchstaben herauszufinden, holt Vathek etliche Gelehrte zu sich, aber alle versagen an der Übersetzung. Ein alter Mann jedoch ist in der Lage, die Nachricht zu übersetzen, die darauf verweist, dass es dort, wo die Säbel herkommen, noch weitere Schätze geben mag. Am nächsten Tag ändert sich die Bedeutung und besagt, dass dem Sterblichen Unheil zuteilwird, der nach Wissen strebe, welches ihm nicht zustehe und der das täte, was seine Kräfte übersteige. Daraufhin flieht der alte Mann, bevor Vathek ihn bestrafen kann.
Vathek überkommt ein unstillbarer Durst, der ihn oft zu einem hohen Berg mit vier Brunnen führt. Eines Tages hört er die Stimme des Händlers, der ihm die Säbel verkaufte und er überreicht Vathek ein Getränk, das seinen Durst stillt.

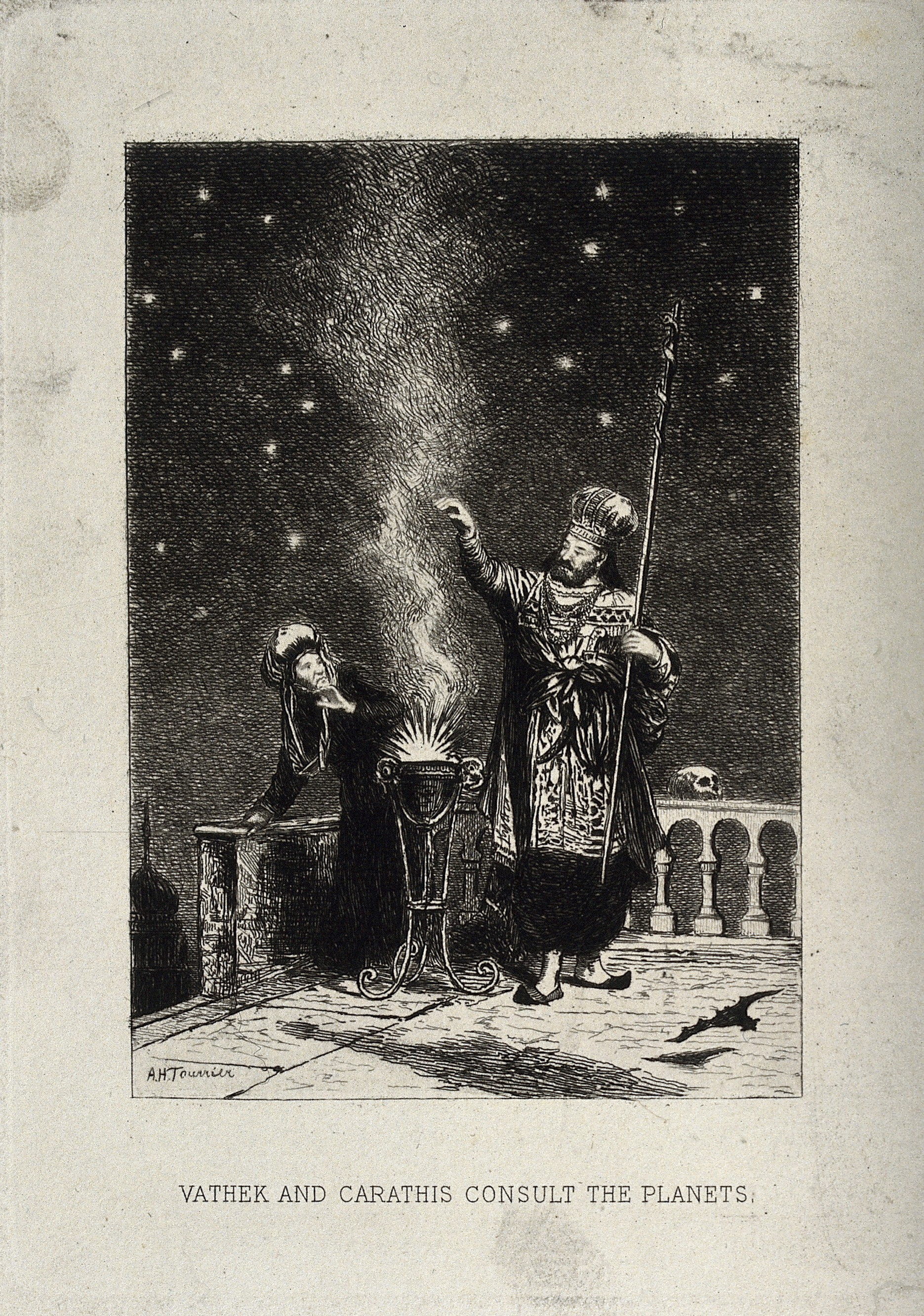
Vathek und seine Mutter Carathis konsultieren die Planeten, Radierung von A. H. Torriere

Im Palast bei einem Essen übermittelt Vatheks Wesir Morkanabad eine Nachricht von Vatheks Mutter Carathis: Vathek soll den Händler über die Wirkung des Getränks befragen, womöglich sei es vergiftet. Als Vathek den Händler befragt, lacht dieser nur und verwandelt sich in einen Ball. Vathek schickt den Ball durch die ganze Stadt und lässt ihn von jeder Person treten, die er trifft, bis er in eine Gasse gekickt wird. Dort erklärt er Vathek, dass er zum Palast des unterirdischen Feuers gelangen könne, in dem Soliman Ben Daoud die Talismane kontrolliere, die die Welt beherrschen. Dafür müsse er sich vom Islam abwenden und den Händler und die Dschinns verehren.
Vathek stimmt zu und auf des Händlers Verlangen opfert er 50 Kinder der Stadt in einem Ritual, indem er ihnen endlose Gefallen verspricht, um einen mächtigen Schlüssel zu erhalten. Die Kinder verschwinden in einem Portal, das der Händler nach dem letzten Kind schließt. Vathek überlebt den darauf folgenden Straßenmob und führt ein weiteres Ritual durch. Carathis erfährt in einem weiteren Ritual, dass Vathek nach Istahkar (Istachr) gehen muss, um seine Belohnung zu erhalten.
Auf seiner Reise lernt er Nouronihar kennen und zusammen mit ihr reist er nach Istahkar, um seinem Schicksal zu begegnen.

## Charaktere
Carathis: Vatheks Mutter. Sie ist eine griechische Frau, die in Wissenschaft, Astrologie und okkulter Magie versiert ist. Sie bringt Vathek alle ihre Fähigkeiten bei und überzeugt ihn, nach Macht zu streben.
Vathek: Neunter Kalif der Abbasiden. Eine majestätische Figur, deren Augen bösartig werden, wenn er wütend ist. Er ist nach Frauen und körperlichen Vergnügen süchtig, weshalb er fünf Paläste der Sinne für sich errichten lässt. Er ist ein exzentrischer Mann und gebildet in Wissenschaft, Physik und Astrologie.
Giaour: Sein Name bedeutet Blasphemiker oder Ungläubiger. Er behauptet, ein indischer Händler zu sein, ist aber in Wahrheit ein Dschinn. Er leitet Vathek und gibt ihm Anweisungen, um den Feuerpalast zu finden.
Emir Fakreddin: Vatheks Gastwirt während seiner Reisen, ein tiefgläubiger Mensch. Er ist Nouronihars Vater.
Nouronihar: Emirs Tochter, ein schönes Mädchen, das Gulchenrouz versprochen war, aber von Vathek verführt wird.
Gulchenrouz: Ein schöner junger Mann mit weiblichem Antlitz. Er ist Emirs Neffe.
Bababalouk: Vorstehender von Vatheks Eunuchen. Er ist gerissen und dient Vathek auf seinen Reisen.
Morakanabad: Vatheks loyaler Wesir.
Sutlememe: Vorstehender von Emirs Eunuchen, der für Nouronihar und Gulchenrouz sorgt.